# Papilio torquatus
Espèce
Papilio torquatus est une espèce d'insectes lépidoptères qui appartient à la famille des Papilionidae, à la sous-famille des Papilioninae et au genre Papilio.

## Dénomination
Papilio torquatus a été décrit par Pieter Cramer en 1777.
Synonymes : Heraclides  torquatus.

### Noms vernaculaires
Papilio  torquatus se nomme Torquatus Swallowtail en anglais.

### Sous-espèces
- Papilio torquatus torquatus ; présent en Guyane, au Venezuela, au Brésil.
- Papilio torquatus jeani (Brown & Lamas, 1994) ; présent en Colombie, au Venezuela, en Équateur, en Bolivie et au Pérou.
- Papilio torquatus leptalea Rothschild & Jordan, 1906 ;  présent en Équateur
- Papilio torquatus mazai Beutelspacher, 1977 ; présent au Mexique et au Salvador.
- Papilio torquatus polybius Swainson, 1823 ; présent au Paraguay, au Brésil et en Argentine
- Papilio torquatus tolmides Godman et Salvin, 1890 ; présent au Costa Rica et à Panama.
- Papilio torquatus tolus Godman et Salvin, 1890 ; présent au Mexique et au Guatemala[1].

## Description
Papilio torquatus est un grand papillon crème et noir d'une envergure de 75 mm à 80 mm avec une grande queue. Ses ailes antérieures sont crème bordées et barrées de noir ce qui limite une grande plage crème et une plus petite vers l'apex. Ses ailes postérieures sont crème à bordure noire contenant sur le dessus deux lignes de chevrons colorées et sur le revers trois lignes submarginales successives de taches blanches, points blancs et taches rouges

## Biologie

### Plantes hôtes
Les plantes hôtes de sa chenille sont des Citrus.

## Écologie et distribution
Il réside dans le sud de l'Amérique du Nord au Mexique, au Guatemala, au Costa Rica, à Panama, et dans presque toute l'Amérique du Sud, en Guyane, en Équateur, au Paraguay, en Colombie, au Venezuela, en Bolivie, au Brésil, en Argentine et au Pérou.

### Protection
Pas de statut de protection particulier.